# Dysdercus
Dysdercus is een geslacht van wantsen uit de familie van de Pyrrhocoridae (Vuurwantsen). Het geslacht werd voor het eerst wetenschappelijk beschreven door Guérin-Méneville in 1831.

## Soorten
Het genus bevat de volgende soorten:

- Dysdercus albofasciatus Berg, 1878
- Dysdercus argillaceus Breddin, 1895
- Dysdercus basialbus Schmidt, 1932
- Dysdercus bidentatus Hussey, 1927
- Dysdercus bloetei Doesburg, 1968
- Dysdercus chaquensis Freiberg, 1948
- Dysdercus chiriquinus Distant, 1883
- Dysdercus cinctus Scudder, 1890
- Dysdercus collaris Blöte, 1931
- Dysdercus festivus Gerstäcker, 1892
- Dysdercus flavolimbatus Stål, 1861
- Dysdercus haemorrhoidalis Signoret, 1858
- Dysdercus honestus Blöte, 1931
- Dysdercus imitator Blöte, 1931
- Dysdercus immarginatus Blöte, 1931
- Dysdercus impictiventris Stål, 1870
- Dysdercus insularis Stål, 1870
- Dysdercus intermedius Distant, 1902
- Dysdercus koeningii (Burmeister, 1835)
- Dysdercus longiceps Breddin, 1901
- Dysdercus longirostris Stål, 1861
- Dysdercus lunulatus Uhler, 1861
- Dysdercus maurus Distant, 1901
- Dysdercus melanoderes Karsch, 1892
- Dysdercus mesiostigma Distant
- Dysdercus mimuloides Blöte, 1933
- Dysdercus monostigma Kirby
- Dysdercus ochreatus (Say, 1832)
- Dysdercus orientalis Schouteden, 1910
- Dysdercus pretiosus Distant, 1902
- Dysdercus ruficeps (Perty, 1833)
- Dysdercus ruficollis (Linnaeus, 1764)
- Dysdercus rusticus Stål, 1870
- Dysdercus sanguinarius Stål, 1870
- Dysdercus scassellati Del Guercio, 1918
- Dysdercus stehliki Schaefer, 2013
- Dysdercus superstitiosus (Fabricius, 1775)
- Dysdercus unicolor Scudder, 1890
- Dysdercus wilhelminae van Doesburg, 1968

Subgenus: Dysdercus
- Dysdercus andreae (Linnaeus, 1758)
- Dysdercus bimaculatus (Stål, 1854)
- Dysdercus cardinalis Gerstäcker, 1873
- Dysdercus concinnus Stål, 1861
- Dysdercus fasciatus Signoret, 1861
- Dysdercus mimulus Hussey, 1929
- Dysdercus mimus (Say, 1832)
- Dysdercus nigrofasciatus Stål, 1855
- Dysdercus obliquus (Herrich-Schaeffer, 1843)
- Dysdercus obscuratus Distant, 1883
- Dysdercus peruvianus Guérin-Méneville, 1831
- Dysdercus suturellus (Herrich-Schäffer, 1842)